# 메리엠
《메리엠》(튀르키예어: Meryem)는 2017년 방영된 터키의 텔레비전 드라마이다.